# Gin rummy

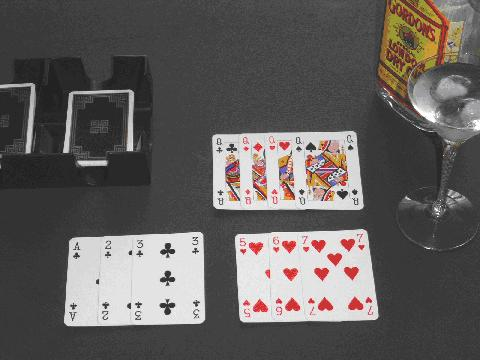
Una mano di Gin rummy

Il Gin rummy (chiamato anche Gin) è un gioco di carte per due giocatori, inventato nel 1909 da Elwood Thomas Baker e dal figlio Charles Graham Baker, presso un club di New York..
Il Gin non ebbe molta fortuna fino agli anni quaranta, periodo in cui raggiunse una certa popolarità tra i divi hollywoodiani.

## Obiettivo
Obiettivo del gioco è sistemare le proprie 10 carte più velocemente dell'avversario, realizzando combinazioni con un minimo di tre carte, per poi "bussare" (cioè chiudere).

## Regole
I giocatori sono due. Le combinazioni possono essere realizzate con:
- 3 o più carte con lo stesso valore (es: 3♣ 3♠ 3♦)
- 3 o più carte ordinate in sequenza, e con lo stesso seme (es: 10♠ J♠ Q♠ K♠)

All'inizio di ogni mano, entrambi i giocatori ricevono 10 carte ciascuno; il mazzo viene poi sistemato al centro del tavolo, e viene scoperta una carta(detta vela).
Il primo giocatore ad agire (l'avversario di chi fa il mazziere) potrà prendere solamente la carta scoperta; se non gli interessa la parola passa al mazziere, che può prenderla. Se anch'egli la rifiuta il gioco passa al primo giocatore che pescherà una carta dal mazzo.
Ad ogni turno ciascun giocatore pesca una carta dal mazzo o dal mazzo di scarto, per poi scartare un'altra carta (ma se si pesca una carta dal mazzo di scarto, non la si può scartare immediatamente). 
Quando un giocatore avrà completato le combinazioni, potrà "bussare" e la mano si concluderà. È possibile "bussare" avendo in mano carte scombinate, il cui valore totale deve essere uguale o inferiore a 10 (nel caso della tipologia chiamata "oklahoma" il totale delle carte scombinate deve essere uguale o inferiore alla vela). Il valore delle mani è il seguente:
- Asso: 1 punto
- Carte dal 2 al 10: valore della singola carta (es: 8♦ = 8 punti)
- Figure: 10 punti

Se un giocatore "bussa" avendo in mano una carta spaiata, con una carta di scarto avrà realizzato un "Gin".
Se un giocatore "bussa" senza avere in mano carte spaiate, senza carta di scarto avrà realizzato un "Big".
Il giocatore che "bussa" scopre le sue carte sul tavolo; l'avversario fa la stessa cosa, ma ha il diritto di sistemare le proprie carte spaiate nelle combinazioni realizzate da chi ha "bussato". A questo punto verrà calcolato il punteggio, facendo riferimento:
- per chi ha "bussato": alle carte rimaste spaiate;
- per chi non ha "bussato": alle carte spaiate, non combinate con le combinazioni dell'avversario.

Se chi ha "bussato" ha fatto "Gin", riceverà un bonus di 25 punti ed impedirà al rivale di poter legare carte spaiate alle proprie combinazioni. 
Se il giocatore che ha chiuso avrà realizzato meno punti del rivale, si accredita la differenza dei punti. Se è invece l'avversario di chi ha chiuso ad aver realizzato un minor numero di punti (dopo aver avuto la possibilità di legare le proprie carte spaiate a quelle di chi ha "bussato"), egli riceverà 25 punti in aggiunta alla differenza dei punti tra i due.
Il giocatore che realizza per primo 100 punti vince la partita.